# Maarko Francis
Maarko Francis (né le 1er novembre 1977 à Victoria) est un homme politique, un entrepreneur et une personnalité publique seychellois. Leader du parti d'opposition Seychelles United Movement (SUM) et candidat à l'élection présidentielle de 2025. Auparavant, il a dirigé la Chambre de commerce et d'industrie des Seychelles (Seychelles Chamber of Commerce and Industry, SCCI).

## Biographie
Maarko Francis est né le 1er novembre 1977 dans la capitale des Seychelles, Victoria.
II est propriétaire d'un certain nombre d'entreprises, dont Levasseur Rum, AAA International Service Ltd, et l'initiative agricole Grow Seychelles. Il a également créé une entreprise prospère dans le secteur des services offshore. Selon Africa Intelligence, il figurait en 2015 parmi les cinq hommes d'affaires les plus influents des Seychelles.
Francis est activement impliqué dans la vie publique du pays. Il a dirigé la fondation caritative Better Life, ainsi que l'Association des services financiers internationaux des Seychelles (Seychelles International Financial Services Association, SIFSA). II est le président de la AAA Management Services Ltd. En outre, il a agi en tant que consultant sur des questions relatives aux collectivités locales et a participé à des auditions publiques sur des initiatives législatives.
En 2006, il a dirigé la campagne de Philippe Boullé pour l'élection présidentielle.
En mars 2013, il a été élu président de la Chambre de commerce et d'industrie des Seychelles. Il a été réélu en février 2015, mais a démissionné en 2016,. Il a représenté le pays dans des forums internationaux, notamment l'Association de la région de l'océan Indien (IORA), des événements de l'Union africaine et des sommets du Commonwealth des Nations.  En 2015, il est devenu membre du Conseil national des arts.
De 2014 à 2017, il a été membre du conseil d'administration du Conseil national du SIDA des Seychelles.
En juillet 2023, il demande l'enregistrement de son propre parti politique - United Movement of Seychelles (SUM), dont il est le président. L'enregistrement du parti a été contesté par le parti United Seychelles, qui considérait que le nom SUM était trop similaire au sien. Malgré les objections, le parti a été officiellement enregistré et est devenu la septième force politique du pays,.
En 2024, Francis a critiqué les amendements proposés à la Constitution des Seychelles, déclarant qu'ils étaient adoptés sans discussion appropriée avec la société civile. Il a également attiré l'attention sur la détérioration de la situation des droits de l'homme et de la liberté d'expression.
Il est candidat à l'élection présidentielle de 2025 qui se tiendra en septembre.

### Vie privée.
Il est marié à Sherin Francis, secrétaire en chef au tourisme des Seychelles. Il a deux filles.